# サンビー
サンビー株式会社（サンビー、英: SANBY CO.,LTD）は、大阪府大阪市天王寺区に本社を置く、印章・スタンプ・文房具等を製造販売する企業である。

## 概要
昭和24年（1949年）に「サンビー」の商標で回転ゴム印の開発に成功し、広く普及させた。その後、テクノタッチデーターやプチコールを販売し、日付印の分野で最大手に成長した。オフィス事務用品では、グリーン×アイボリーのカラーイメージで親しまれている。

## 沿革
- 1921年（大正10年） - 奈良市で山本仙治が印材製造業を創業。
- 1938年（昭和13年） - 合資会社山本仙治商店を設立。
- 1955年（昭和30年）4月 - 株式会社山仙商店に社名変更。
- 1956年（昭和31年）4月 - 世界初の成形による既製認印の製造販売を開始。
- 1959年（昭和34年）4月 - 回転ゴム印製造部門を分離し、株式会社サンビー製作所を設立。
- 1962年（昭和37年）5月 - 株式会社サンビー製作所を合併、社名を山仙商事株式会社に変更。
- 1962年（昭和37年）7月 - 凹版活字式鋳造ゴム製造機を製造販売（布施工場）。
- 1973年（昭和48年）9月 - 中華民国台湾に錦和印材廠有限公司を開設（現地法人）。
- 1978年（昭和53年）
  - 5月 - CI戦略を展開し、新ロゴと新商標「心ゆたかなコミュニケーションづくり」を策定。
  - 9月 - 製造工場として株式会社アイスタンプを設立。
- 1981年（昭和56年）5月 - 社名を山仙商事株式会社からサンビー株式会社に変更。
- 1989年（平成元年）6月 - 現地法人サンビータイランドを設立。
- 1995年（平成7年）1月 - 阪神大震災により神戸工場が全壊、西宮工場へ移転。
- 2005年（平成17年）7月 - 株式会社東京製版がサンビーグループに加入。
- 2010年（平成22年）10月 - 有限会社伊藤金属製作所の別製回転印製作部門を拡充。
- 2021年（令和3年）9月 - 株式会社東京製版の朱肉製作部門を拡充。

## ブランド名の由来
現在のロゴマークは、山の形象をハートの姿にデザインしている。ハートは、情報が「情」を知らせるという視点からイメージされており、左と右の色の変化は転写・分身という理念を表している。
「サンビー（SANBY）」の名前は、以下の3つの理念を表す「3つのB」に由来している。
- Best（より良く）
- Benefit（より便利に）
- Beauty（より美しく）

### ロゴの「・」の意味
旧社名「山仙商事」から現在の社名に変更する際、「画数が悪いので1画増やすように」との指摘があった。しかし、カタカナのため画数を容易に増やすことができず、試行錯誤の末、『ー（音引き）』の一部を切り離して1画追加する方法が採用された。このため、ロゴにおける『・』は『中黒』ではなくデザイン上の表記である。
なお、正式な呼称は「サンビー株式会社」となる。

## 回転印
回転印は、印字部分が耐久性の高いゴムで作られており、歯車を回すことで印字部分（日付や数字など）がスライドして変更できる構造になっている。フレーム部分はプラスチックや金属製が一般的で、軽量化や耐久性を考慮して設計されている。また、近年では再生プラスチックや植物由来素材を使用した環境配慮型製品も増えている。

### 特徴
回転印は一つのスタンプで複数の印字内容を選択可能であり、特に日付印や数字印が主流である。印字部分はカスタマイズ可能で、オリジナルの別製（特注）回転印を作製することもできる。

### 使用例
回転印の代表的な使用例は以下の通り。
- 書類の日付印
- 製品ロット番号の管理
- 郵便局での消印作業
- 店舗での領収書発行

これらの用途により、回転印はビジネスや官公庁業務で広く利用されている。

## 主な商品一覧
- テクノタッチデーター / プチコール
- 回転印
- クイックスタンパー
- クイック10 / クイックC9
- エンドレススタンプ
- ニューダイヤL
- ティーチャースタンプ
- シュイングべべ
- サンビースタンプ台
- 和ざいく

## 作家コラボ商品
- eric
- とみこはん
- かょのこ
- オビワン

## 関連会社

### 国内関連会社
- アイスタンプ株式会社[5]
- 伊藤金属株式会社[5]
- 株式会社東京製版[5]

### 海外関連会社
- サンビータイランド（タイ）[5]
- 錦和印材廠有限公司（台湾）[5]